# Jón Leifsson
Jón Leifsson, född 30 maj 1950, är en isländsk-svensk keramiker och skulptör.
Jón Leifsson växte upp i Island. Han har studerat konsthistoria och utbildat sig i teckning, keramik, måleri och skulptur. Han flyttade till Sverige 1977 och bor och arbetar i Lövestad.

## Offentliga verk i urval
- Byst av Selma Lagerlöf, brons, utanför gamla skolan i Västra Vemmenhög
- Nils Holgersson vänder hem, glasfiber, tolv meter hög, 2007, vid Europaväg 65 utanför Skurup
- Skulptur av kvinna på islandshäst, glasfiber, 2011, i Lövestad[1]
- Jing och Yang, glasfiber, 2012, västra infartsrondellen i korsningen Västergatan/Planteringsgatan i Sjöbo
- Statue of Integrity, betong, 2016, staty över Greta Garbo, väster om Lillhärdal i Härjedalen[2][3]